# Riksmålsforbundets litteraturpris
Riksmålsforbundets litteraturpris uddeles hvert år af Riksmålsforbundet for fremragende litterær behandling af riksmålet. Prisen er blevet uddelt årligt siden 1957. Frem til 2002 blev den uddelt af Oslo og Bærum Riksmålsforening. Efter at denne forening blev oppløst, bliver prisen uddelt af Riksmålsforbundet.

## Prisvindere
- 1957 – Terje Stigen
- 1958 – Harald Grieg
- 1959 – Emil Boyson
- 1960 – Odd Eidem
- 1961 – Gunnar Bull Gundersen
- 1962 – Solveig Christov
- 1963 – André Bjerke
- 1964 – Odd Hølaas
- 1965 – Rolf Jacobsen
- 1966 – Karin Bang
- 1967 – Hallvard Rieber-Mohn
- 1968 – Ebba Haslund
- 1969 – Olav Nordrå
- 1970 – Finn Carling
- 1971 – Per Arneberg
- 1972 – Bjørg Vik
- 1973 – Aasmund Brynildsen
- 1974 – Jens Bjørneboe
- 1975 – Stein Mehren
- 1976 – Astrid Hjertenæs Andersen
- 1977 – Peter R. Holm
- 1978 – Knut Faldbakken
- 1979 – Åge Rønning
- 1980 – Henrik Groth
- 1981 – Jan Bull
- 1982 – Sissel Lange-Nielsen
- 1983 – Odd Abrahamsen
- 1984 – Ernst Orvil
- 1985 – Harald Sverdrup
- 1986 – Carl Fredrik Engelstad
- 1987 – Kjell Askildsen
- 1988 – Richard Herrmann
- 1989 – Gunvor Hofmo
- 1990 – Erik Fosnes Hansen
- 1991 – Kaj Skagen
- 1992 – Paal Brekke
- 1993 – Tove Nilsen
- 1994 – Tor Åge Bringsværd
- 1995 – Fredrik Wandrup
- 1996 – Bergljot Hobæk Haff
- 1997 – Lars Saabye Christensen
- 1998 – Ketil Bjørnstad
- 1999 – Ingvar Ambjørnsen
- 2000 – Toril Brekke
- 2001 – Britt Karin Larsen
- 2002 – Olav Angell
- 2003 – Roy Jacobsen
- 2004 – Anne B. Ragde, for Berlinerpoplerne
- 2005 – Erland Kiøsterud, for Det første arbeidet
- 2006 – Egil Børre Johnsen, for Unorsk og norsk. Knud Knudsen: En beretning om bokmålets far
- 2007 – Jan Chr. Næss, for Det begynner med sex og ender med døden
- 2008 – Dag O. Hessen, for Natur? Hva skal vi med den?
- 2009 – Rune Christiansen, for Krysantemum
- 2010 – Peter Normann Waage for Leve friheten! Traute Lafrenz og Den hvite rose
- 2011 – Afslået tildeling
- 2012 – Terje Holtet Larsen for Dilettanten
- 2013 – Ragnar Kvam jr. for Mannen og mytene - tredje bind om Thor Heyerdahl
- 2014 – Odd Klippenvåg for Ada
- 2015 – Terje Emberland for Da fascismen kom til Norge
- 2016 – Tom Egeland for Djevelmasken
- 2017 – Ingvild Burkey for Et underlig redskap
- 2017 – Frid Ingulstad ærespris for forfatterskabet

## Jury
Formænd
- Finn Erik Vinje (2006–)
- Toril Brekke (2001–2006)

## Afslået tildeling
I 2011 blev Tomas Espedal tilbudt prisen, men han takkede nej, fordi han hverken kunne identificere sig med Riksmålsforbundets ideer om sprog og retskrivning, eller med de andre forfattere som har fået prisen - specielt Jens Bjørneboe.